# Morcourt (Somme)
Morcourt is een gemeente in het Franse departement Somme (regio Hauts-de-France) en telt 268 inwoners (1999). De plaats maakt deel uit van het arrondissement Péronne.

## Geografie
De oppervlakte van Morcourt bedraagt 7,5 km², de bevolkingsdichtheid is 35,7 inwoners per km².
De onderstaande kaart toont de ligging van Morcourt (Somme) met de belangrijkste infrastructuur en aangrenzende gemeenten.

## Demografie
Onderstaande figuur toont het verloop van het inwonertal (bron: INSEE-tellingen).